# Alexandru Băișanu
Ștefan-Alexandru Băișanu (n. 3 ianuarie 1968, Ipotești, România) este un deputat român, ales în 2012 din partea USL Suceava. În 2020, a trecut la Partidul Puterii Umaniste (social-liberal), iar la alegerile din 2024 a fost ales din partea SOS, pentru a demisiona din acest partid în prima zi după reluarea activității Parlamentului.
Absolvent al Facultății de Filosofie, începând din 1993 Băișanu a fost profesor la Liceul de Arte Suceava, iar din 2002 devine cadru didactic la Universitatea „Ștefan cel Mare” Suceava.
În perioada 2004-2008, Băișanu a fost subprefect al județului Suceava, iar din 2012 a devenit parlamentar.